# Bruno Madinier
Bruno Madinier (* 10. května 1960, Paříž, Francie) je francouzský herec. V Česku se stal známým zejména díky dvěma TV seriálům - "Cordierovi, soudce a policajt..." a "Dolmen".
Ženatý s Camille Jean-Robert (dcerou malíře Jeana-Roberta), mají spolu syna.

## Filmografie
- 2010 Moji přátelé, mé lásky, mé kecy (TV seriál)
- 2010 Vidocq (TV seriál)
- 2010 Tombé sur la tête (TV film)
- 2009 Jamais 2 sans 3 (TV film)
- 2008
  - La Main blanche (TVS)
  - Le Sanglot des anges (TVS)
- 2007 Avignonské proroctví (TVS)
- 2006
  - Hlavní podezřelý (TV film)
  - Větrná bouře (TV film)
- 2005 Dolmen (TV seriál)
- 2003 Modré hlubiny (TV seriál)
- 2002 Smrt v zastoupení (TV film)
- 2000 Amour sur un fil, L' (TV film)
- 1998 Les Marmottes (TV seriál)
- 1997 Louis Page (TV seriál)
- 1996 Les Alsaciens - ou les deux Mathilde (TV seriál)
- 1993 Les Noces de carton (TV film)
- 1992 Cordierovi, soudce a policajt (TV seriál)
- 1991
  - Napoléon et l'Europe (TV seriál)
  - Salut les coquins (TV film)
- 1990
  - Julie de Carneilhan (TV film)
  - Lien du sang, Le (TV film)
  - V comme vengeance (TV seriál)
- 1983 Trois morts à zéro (TV film)
- 1981 Bergerac (TV seriál)